# Astragalus altiusculus
Astragalus altiusculus es una especie de planta del género Astragalus, de la familia de las leguminosas, orden Fabales.
Fue descrita científicamente por A. A. Maassoumi & F. Ghahremani-nejad.